# Гранулометрический состав грунта
Гранулометрический состав грунта — классификация песка и гравия, на основе размеров частиц, содержащихся в нём. Грансостав грунта является индикатором других инженерных свойств, таких как сжимаемость {\displaystyle m_{v}={\frac {\Delta e}{1+e_{0}}}{\frac {1}{\Delta \sigma _{v}^{'}}}}, прочность на сдвиг Cu и гидравлическая проводимость k. По грансоставу грунта проектируют дренаж грунтовых вод. Плохо отсортированный грунт будет иметь лучший дренаж, чем почва с хорошей градацией, если она не содержит глины высокого качества.
Грунт классифицируется как хорошо сортированный или плохо сортированный на основе ситового анализа
или ареометрического анализа.
Процесс классификации почвы соответствует либо Единой системе классификации почв, либо Системе классификации почв AASHTO. Градация почвы определяется путем чтения кривой гранулометрического состава, полученной по результатам лабораторных испытаний почвы. Градация почвы также может быть определена путем расчета коэффициента однородности, Cu, коэффициента кривизны, Cc.

## Градации почвы
Градация почвы — это классификация гранулометрического состава почвы. Грубозернистые почвы, в основном гравий или песок, классифицируются как хорошо или плохо. Плохо отсортированные грунты далее подразделяются на однородные или с пропуском некоторых фракций (gap-graded). Мелкозернистые почвы, в основном илы и глины, классифицируются в соответствии с их пределами Аттерберга (градация почвы не применяется).

### Хорошо отсортированный
Хорошо отсортированный грунт содержит частицы широкого диапазона размеров и имеет хорошее представление всех размеров от сит № 4 до № 200. Хорошо отсортированный гравий классифицируется как GW, а хорошо отсортированный песок классифицируется как SW.

### Плохо отсортированный
Плохо отсортированный грунт не имеет хорошего, инклюзивного представления всех размеров частиц от сита № 4 до № 200. Гравий с плохим гранулометрическим составом классифицируется как GP, в то время как песок с плохим гранулометрическим составом классифицируется как SP. Плохо сортированные грунты более подвержены разжижению почвы, чем хорошо сортированные почвы.
Грунты с пропуском некоторых фракций (gap-graded)— грунт с избытком или недостатком частиц определённого размера или грунт, в которой отсутствует хотя бы один размер частиц. Примером щелевого грунта может служить такой, в котором отсутствует песок фракций № 10 и № 40, а присутствуют все остальные крупности. Грунт содержащий все частицы одинакового размера также относиться к грунтам с пропуском некоторых фракций (gap-graded)

### Процесс классификации почвы
Процесс классификации почвы осуществляется в соответствии либо с Единой системой классификации почв, либо с Системой классификации почв AASHTO. Этапы классификации почвы включают сбор данных, расчет коэффициентов однородности и кривизны и оценку почвы на основе критериев оценки, указанных в используемой системе классификации почв.

#### Обработка данных
Градация почвы определяется анализом на основе результатов ситового или ареометрического анализа.
При ситовом анализе образец крупнозернистой почвы встряхивают через ряд сит из плетеной проволоки с квадратными ячейками. Каждое сито имеет последовательно меньшие отверстия, поэтому частицы крупнее размера каждого сита задерживаются на сите. Процент каждого размера почвы измеряется путем взвешивания количества, оставшегося на каждом сите, и сравнения веса с общим весом образца. Результаты ситового анализа наносят на график в виде кривой гранулометрического состава, которая затем анализируется для определения градации конкретной почвы.
При ареометрическом анализе образец мелкозернистой почвы оставляют осесть в вязкой жидкости. Этот метод используется на основе закона Стокса, который связывает конечную скорость падения частицы в вязкой жидкости с диаметром зерна и плотностью зерна во взвешенном состоянии. Диаметр зерна рассчитывается исходя из известного расстояния и времени падения частицы. Используется для классификации мелкозернистых почв.

#### Вычисление коэффициентов однородности и кривизны
Для расчета коэффициентов однородности и кривизны необходимы диаметры зерен. Диаметр зерна можно найти для каждого процента почвы, прошедшей определённое сито. Это означает, что если 40 % пробы остается на сите № 200, то через сито № 200 проходит 60 %.
Коэффициент однородности Cu является грубым параметром формы и рассчитывается по следующему уравнению:
{\displaystyle C_{u}={\frac {D_{60}}{D_{10}}}}
где D 60 — диаметр зерна при 60 % проходе, а D 10 — диаметр зерна при 10 % проходе. Cu =1, если все частицы грунта одинаковы.
Коэффициент кривизны C c является параметром формы и рассчитывается по следующему уравнению:
{\displaystyle C_{c}={\frac {(D_{30})^{2}}{D_{10}\times \ D_{60}}}}
где D 60 — диаметр зерна при 60 % проходе, D 30 — диаметр зерна при 30 % проходе, D 10 — диаметр зерна при 10 % проходе.
После расчета коэффициента однородности и коэффициента кривизны их необходимо сравнить с опубликованными критериями градации.

#### Критерии классификации почв
Следующие критерии соответствуют Единой системе классификации почв :
Чтобы гравий был классифицирован как хорошо отсортированный, должны быть соблюдены следующие критерии:
C u > 4 & 1 < C c < 3
Если оба этих критерия не соблюдены, гравий классифицируется как низкосортный или GP. Если оба этих критерия соблюдены, гравий классифицируется как хорошо сортированный или GW.
Чтобы песок был классифицирован как хорошо сортированный, должны выполняться следующие критерии:
C u ≥ 6 и 1 < C c < 3
Если оба этих критерия не выполняются, песок классифицируется как низкосортный или SP. Если оба этих критерия соблюдены, песок классифицируется как хорошо просеянный или SW.

### Важность
Грансостав грунта является индикатором других инженерных свойств, таких как сжимаемость {\displaystyle m_{v}={\frac {\Delta e}{1+e_{0}}}{\frac {1}{\Delta \sigma _{v}^{'}}}}, прочность на сдвиг Cu и гидравлическая проводимость. По грансоставу грунта проектируют дренаж грунтовых вод. Плохо отсортированный грунт будет иметь лучший дренаж, чем почва с хорошей градацией, если она не содержит глины высокого качества. Плохо отсортированный грунт будет иметь лучший дренаж, чем хорошо отсортированный грунт, потому что в плохо отсортированном грунте больше пустот.
При выборе насыпного материала для насыпи шоссе или земляной дамбы, учитывается градация грунта. Хорошо отсортированный грунт может уплотняться сильнее, чем плохо отсортированный. Эти типы проектов также могут иметь требования к градации, которые должны быть выполнены до того, как будет принят грунт, который будет использоваться.
Когда выбираются варианты методов восстановления грунта, градация почвы является определяющим фактором.